# 第6號房
《第6號房》（羅馬化：Hong Sud Thai Mai Lek 6）是一部由The One Enterprise與Pordeecom Entertainment聯合製作的泰國恐怖題材電視劇。該劇由農吉拉·叻卡準娜袞（Ferny）、娜塔雅·通森（Plengkwan）及佩奇·博蘭（Petch）領銜主演。2021年7月20日起每週一至週二通過One 31播出。

## 劇情簡介
平凡的女孩Piang（農吉拉·叻卡準娜袞 飾），天生具有能看見任何靈體的第六感，她接到阿姨的緊急請託，要她幫忙看管大廈。在入住大廈當晚，Piang以為自己看到了鬼魂，導致她還沒到達房間就暈倒了。但實際上，這只是她的前男友Guy（佩奇·博蘭 飾）正在拍攝的驚嚇實境秀，並請他的女友Belle（娜塔雅·通森 飾）扮演鬼魂來嚇Piang。Guy與Piang相認後，得知她有第六感的能力，便請她幫忙製作抓鬼實境秀並將其賣給電視頻道。某天，當Piang幫忙大廈的管理員大嬸調閱監視器時，意外發現Belle在影像中沒有完整的身體。Piang求證後提醒了Guy，起初Guy也不相信女友已離開人世，直到他親自找到證據，才願意相信Belle已不在人世的事實。由於Belle是意外冤死的緣故，所以她的靈魂一直在大廈中徘徊，讓她安息的唯一方法就是找到兇手。然而，這對Belle本人來說是一個不想面對的傷痛。

## 演員陣容
註：括號內的演員姓名為小名。

### 主要演員
- 農吉拉·叻卡準娜袞（Fern） 飾演 Piangrak（Piang）
- 娜塔雅·通森（Plengkwan） 飾演 Belle
- 佩特·博拉寧（Petch） 飾演 Guy

### 其他演員
- 堤納波·帕東潭（Cable） 飾演 Golf

Guy的朋友
- 班妮薩拉·巴霖亞拉（Toon） 飾演 Pae

Piang的朋友
- 諾拉帕特·維拉潘（Bright） 飾演 Daonuea
- 堤克·凱林希（Tik）飾演 Paula

大廈住戶
- 科蒂·阿拉姆博伊（Kootee） 飾演 Mimi

大廈住戶
- 朱卡潘·翁卡尼特（Boss） 飾演 James

警察，負責調查Belle的命案
- 阿塔盧·鞏拉西（Shane） 飾演 Big

Guy的朋友
- 拉蒂·維塔瓦（Tan） 飾演 Noi

大廈管理員
- 斯棠·潘普（Pai） 飾演 Ratchaneekorn

大廈住戶
- 傑斯·瓊燦（Jazz） 飾演 Jack

大廈住戶
- 查勒姆·亞姆卡芒（Lerm）

大廈警衛

## 劇集迴響

### 泰國電視收視
- 收視最低的集數以藍色表示，收視最高的集數以紅色表示，而空格則表示該集的收視沒有相關數據。

| 集數 No.   | 播放日期      | 播放時段 (UTC+07:00) | 平均收視率 | 來源  |
| ---------- | ------------- | -------------------- | ---------- | ----- |
| 1          | 2021年7月20日 | 星期二 20:15         | 0.68       | [ 3 ] |
| 2          | 2021年7月26日 | 星期一 20:15         | 0.88       | [ 3 ] |
| 3          | 2021年7月27日 | 星期二 20:15         | 1.08       | [ 3 ] |
| 4          | 2021年8月2日  | 星期一 20:15         | 0.96       | [ 3 ] |
| 5          | 2021年8月3日  | 星期二 20:15         | 0.87       | [ 3 ] |
| 6          | 2021年8月9日  | 星期一 20:15         | 0.87       | [ 3 ] |
| 7          | 2021年8月10日 | 星期二 20:15         | 0.84       | [ 3 ] |
| 8          | 2021年8月16日 | 星期一 20:15         | 0.99       | [ 3 ] |
| 9          | 2021年8月17日 | 星期二 20:15         | 0.85       | [ 3 ] |
| 10         | 2021年8月23日 | 星期一 20:15         | 0.75       | [ 3 ] |
| 11         | 2021年8月24日 | 星期二 20:15         | 0.90       | [ 3 ] |
| 12         | 2021年8月30日 | 星期一 20:15         | 1.18       | [ 3 ] |
| 13         | 2021年8月31日 | 星期二 20:15         | 1.06       | [ 3 ] |
| 14         | 2021年9月6日  | 星期一 20:15         | 1.17       | [ 3 ] |
| 平均收視率 | 平均收視率    | 平均收視率           | 0.93       | 1     |

^1  基於每集的平均觀眾份額。

## 電視節目的變遷
| 泰國 One 31 星期一至二 20:15－22:15           | 泰國 One 31 星期一至二 20:15－22:15           | 泰國 One 31 星期一至二 20:15－22:15 |
| --------------------------------------------- | --------------------------------------------- | ----------------------------------- |
|                                               | 第6號房 （2021年7月20日－2021年9月6日）       |                                     |
| 心靈創傷2021 （2021年6月14日－2021年7月19日） | 紅月之夜2021 （2021年11月1日－2021年12月7日） |                                     |